# Interludium I – Funeral Path
Interludium – Funeral Path (englisch Zwischenspiel – Beerdigungspfad) ist eine EP der belgischen Funeral-Doom-Band Until Death Overtakes Me. Bandkopf Stijn van Cauter spielte sie als Teil einer Reihe Veröffentlichungen des Labels Nulll Records ein.

## Geschichte
Interludium – Funeral Path spielte Stijn van Cauter in seinem Heimstudio Templa Libitina in den Jahren 2002 und 2003 in mehreren Aufnahmesitzungen ein. Die Veröffentlichung erfolgte am 4. Januar 2004 über sein Label Nulll Records. Mit der EP präsentierte van Cauter das erste Werk der Interludium-Reihe des Labels und die erste EP von Until Death Overtakes Me. Weitere Teile der Interludium-Reihe folgten von Dreams of Dying Stars 2004 mit Interludium II – Aeon E und 2007 mit Interludium V – Buried in the Void, 2006 von Fall of the Grey-Winged One mit Interludium III – Inritus,  und 2007 von Organium mit Interludium IV – Levitation. Im Jahr 2019 veröffentlichte das russische Label GS Productions die EP in einer remasterten und neu gestalteten Variante. Die Bezeichnung als Interludium ließ das Label dabei aus.

## Albuminformationen
Interludium – Funeral Path ist die erste EP und sechste Veröffentlichung der Band.

### Umfang und Gestaltung
Das 2004 erstmals veröffentlichte Minialbum enthält zwei separate Stücke. Die Gesamtspielzeit beträgt 72:10 Minuten. Das Stück Marche Funebre ist eine Adaption des Stücks von Frédéric Chopin. Eine um den Mittelteil gekürzte Variante des Stücks präsentierte van Cauter bereits auf Prelude to Monolith. Das Stück Funeral Dance hingegen ist eine besonders lange Ambient-Version des gleichnamigen Titels des Albums Symphony III – Monolith. Die Gestaltung übernahm van Cauter selbst. Das Albumcover setzte den gestalterischen Rahmen der Interludium-Reihe und eine helle Grafik mit einem breiten grauen Rahmen der mit schwarzen Linien abgesetzt ist. Der Titel des Albums und der Name der Band wurden in Frakturschrift oben und die Linie überlappend an den oberen und unteren Bildrand geschrieben. Die erste Version erschien in einer Variante, die als DVD-Hülle vertrieben wurde, und einer als reguläre CD-Hülle. Die durch GS Productions am 11. Juli 2019 veröffentlichte Version erschien als Digipack.

### Stil
Auf Interludium – Funeral Path kombiniert Until Death Overtakes Me Funeral Doom und Ambient in voneinander abgesetzten Titeln. Über die Dauer von mehr als 50 Minuten ergeht sich Funeral Dance in hypnotisierenden und warmen Klangflächen in welchen das Thema des Stücks, in verschiedenen Formen erscheint und verschwindet. Der tiefe gutturale Gesang ist spärlich und dezent eingesetzt. Die Adaption des Chopin-Stücks hingegen wurde als „Klassiker zeitloser Trauermusik“, in „einem modernen Gewand“ präsentiert und als Funeral-Doom-Stück inklusive des Gitarrenspiels präsentiert.

## Wahrnehmung
Die EP festigte, gemeinsam mit Symphony III – Monolith den „kleinen Kultstatus“, der Until Death Overtakes Me „in der Funeral Doom-Szene“ zugesprochen wird. Dabei sei die EP eher als Ergänzung zum Hauptwerk zu verstehen und „nicht als wesentliche Veröffentlichung für diejenigen, die Until Death Overtakes Me besser kennenlernen möchten“ zu begreifen.